# Волкманова контрактура
Волкманова контрактура (ВК) или Волкманова исхемијска контрактура  је трајно скраћивање мишића подлактице, које обично настаје као компликација након  повреде, што доводи до деформитета шаке, прстију и ручног зглоба налик канџи.  Слично стање се може јавити и у стопалу. Чешће се јавља код деце. 
Манифестује се парестезијама, бледилом коже, болом и губитком пулса. 
Медицина данас нуди различите методе лечења овог стања, од конзервативних до оперативних. Конзервативне методе могу дати добре резултате у случају неких благих облика Волкманове исхемијске контрактуре, док сваки други тежи облик болести захтева примену оперативне методе. Физиотерапија се заснива на вежбама истезања и опуштања скраћених мишића и спроводи се после узимања лекова и након окончања акутне фазе болести.  
Са данашњим напретком у лечењу, учесталост ове контрактуре се смањује, али и поред тога се Волкманова исхемијска контрактура може развити чак и уз одговарајући третман. 
Да би се спречила ВК превенција исхемијске контрактуре могуће је у многим случајевима под условом да се пацијент свестрано сагледа на време и да се правовремено примене најмоћније методе за сузбијању могућих последица изазваних застојем циркулације у екстремитету.

## Историја
Болест је први описао Ришард фон Волкман, немачки хирург 1881. године у својим истраживањима о „неинфективним исхемијским стањима различитих фасцијалних преграда у екстремитетима“. Пошто контрактура настаје истовремено када и парализа, Волкман је сматрао да је нервни узрок болести мало вероватан и покушао да припише иреверзибилне контрактуре мишића флексора шаке исхемијским процесима у подлактици, верујући да је проблем узрокован масивним застојем крви у венама и истовремене артеријске инсуфицијенције услед претерано чврстих завоја.
Хилдебранд је први пут 1906. године  употребио термин Волкманова исхемијска контрактура, са намером да опише коначни резултат било ког нелеченог компартмент синдрома; и био први који је сугерисао да повишени притисак у ткиву може бити узрочно повезан са исхемијском контрактуром.
Томас је 1909. прегледао 112 објављених случајева Волкманове контрактуре и открио да су преломи главни узрок  ВК. Међутим, он је такође приметио да превише стегнути завоји, артеријски емболус или артеријска инсуфицијенција такође могу довести до ВК. Од тада се много научило о етиологији Волкманове контрактуре и, што је још важније, о њеним превентивним терапијама.
Марфи је 1914. године први сугерисао да би фасциотомија могла спречити Волкманову контрактуру, и сматрао да су притисак ткива и фасциотомија повезани са развојем контрактуре.

## Епидемиологија
Све у свему, Волкманове контрактуре су ретке, са инциденцом од око 0,5%. 
Прва студија
У прегледу 978 узастопних прелома дугих костију горњих екстремитета код деце примљене у болницу током периода од 13 година, 33 пацијента су имала супракондиларни прелом, а три од њих су развила компартмент синдром који је захтевао фасциотомију. У анализи подгрупе, деветоро деце је имало ипсилатерално померене преломе супракондиларне надлактице или померене преломе подлактице. У овој подгрупи, преваленција Волкманове контрактуре била је 33%.
Друга студија
У студији из Пакистана која је укључивала 37 пацијената са Волкманновом контрактуром, Сааик је известио да су 83,78% пацијената били мушкарци и 16,21% жене (средња старост, 16,51 ± 9,1 година).  Најчешћи основни узроци почетних трауматских повреда били су у:
- 83,78% случајева чврсти завоји који су коришћени за лечење прелома подлактице,
- 13,51% случајева високонапонске електричне опекотине које укључују шаке или подлактице,
- 2,70% случајева супракондиларни преломи са васкуларним компромисом

## Релевантна анатомија
Релевантна анатомија Волкманове контрактуре укључује површне и дубоке мишиће флексора. 
Површни мишићи флексори који могу бити укључени у овај процес су
- Pronator teres (PT)
- Flexor carpi radialis (FCR)
- Flexor carpi ulnaris (FCU)
- Flexor digitorum superficialis (FDS)
- Palmaris longus (PL)

Дубоки мишићи флексори који могу бити укључени у ВК су следећи:
- Flexor pollicis longus (FPL)
- Pronator quadratus (PQ)
- Flexor digitorum profundus (FDP)

## Етиопатогенеза
Деформитети  су данас чест узрок абнормалности у систему покретања. Они су трајни када ткиво не дозвољава довољну покретљивост особи или постигнут ниво нормалног држања и обим покрета при кретању. У најчешће узроке деформитета, поред урођених поремећаја и друг абнормалности зглобне контура, спадају и контрактуре. Контрактуре су структурне промене у фиброзном ткиву мишића, лигамената и зглобне капсуле настале током продужене неактивности или ожиљака након повреде. Контрактуре се делепрема узроку настанка на:
- конгениталне контрактуре (због урођених малформација),
- дерматогене контрактуре (ограничено кретање зглобова узрокована је болешћу или оштећењем коже, на пример након опекотине),

- тендогене контрактуре (узроковане болешћу или оштећење тетива),

- миогене контрактуре (узрок је болест или оштећење мишића),

- десмогене контрактуре (узрок је болест или оштећење фасције или апонеурозе),

- неурогене контрактуре (узроковане болешћу или оштећењем нервни систем),

- психогене контрактуре и исхемијске контрактуре (узрок је исхемијско оштећење ткива) у што укључује и Волкманову исхемијску контрактуру.[6]

Као резултат контрактура, покретљивост је ограничена у неким или свим правцима, односно ограничење се односи и на активне и на пасивне покрете зглоба.
Основне компоненте овог фиброзног ткива су колаген влакна, и протеогликани, посебна врста гликозилованих беланчевина. Управо релативна густина и старост тога ткива доводе до појаве два најчешћа клиничка обрасца контрактуре, односно до еластичних и крутих контрактура:
- Еластичне контрактуре су резултат неактивности, јаке истезање особе, и телесна тежина.

- Круте контрактуре имају такву тврдоћу да су у стању да издрже значајна оптерећења силе на пример телесна тежина.